# Spanyolrét
Spanyolrét ([ˈʃpɒɳolɾeːt], en allemand Spaniolwiese) est un quartier de Budapest, situé dans le 11e arrondissement.